# 薩克森的柳特加德
薩克森的柳特加德（德語：Liutgard von Sachsen，932年—953年11月18日），洛林公爵康拉德夫人

## 家庭
- 洛林公爵康拉德（約922年—955年）：947年結婚，法兰克尼亞公国內伯爵维尔纳五世（英语：Werner V (Salian)）之子
  - 奧托一世（約950年—1004年）：克恩頓公爵